# 蒂默
蒂默（挪威語：Time）是挪威的一個市镇，位於羅加蘭郡，行政中心为布呂內村。市镇面积为183平方公里，人口数量为18,916人（2020年），人口密度为每平方公里110.7人。